# Ten Inch Hero
Ten Inch Hero är en amerikansk independentfilm från 2007. Filmen är romantisk komedi, regisserad av David Mackay och skriven av Betsy Morris. I filmen medverkar Elisabeth Harnois, Clea DuVall, Sean Patrick Flanery, Jensen Ackles, Danneel Harris, Alice Krige och John Doe.
Filmen är inspelad i  Santa Cruz, Big Sur, och Morro Bay.
Skådespelerska och musikern Bethany Joy Galeotti skrev de 3 låtarna för soundtracket: The Long Way, Get Your Love, samt balladen Something Familiar. Andra som hörs i filmen är Joshua Radin, David Lichens, Feeder, Chris Holmes, samt The Chalets.
Ten Inch Hero vann pris vid Santa Cruz Film Festival i kategorin Best Soundtrack.